# Thomas Nyberg (friidrottare)
Thomas Nyberg, född 1962, är en svensk före detta friidrottare (400 meter häck). Han tävlade för IF Udd, KA 2 IF och Mälarhöjdens IK.
Han gjorde sitt bästa häcklopp, 49.03, vid semifinalen i VM i friidrott i Rom 1987 och missade finalen med enbart 2 hundradelar. Tiden gör honom till femte bästa svensk på distansen genom tiderna. Enbart Sven Nylander, Niklas Wallenlind, Carl Bengtström och Oskar Edlund har sprungit fortare.